# كاترين كراوتش
كاترين كراوتش (بالإنجليزية: Catherine Crouch)‏ هي مخرجة أمريكية، ولدت في 1960 في الولايات المتحدة.

## وصلات خارجية
- كاترين كراوتش على موقع IMDb (الإنجليزية)
- كاترين كراوتش على موقع ألو سيني (الفرنسية)
- كاترين كراوتش على موقع أول موفي (الإنجليزية)
- كاترين كراوتش على موقع قاعدة بيانات الفيلم (الإنجليزية)
- كاترين كراوتش على موقع كينوبويسك (الروسية)